# Kanton Calais-Centre
Der Kanton Calais-Centre war von 1973 bis 2015 ein französischer Kanton im Arrondissement Calais, im Département Pas-de-Calais und in der Region Nord-Pas-de-Calais. Sein Hauptort war Calais. Der Kanton lag im Mittel 4 Meter über Normalnull, zwischen 0 Metern in Les Attaques und 18 Metern in Calais.

## Gemeinden
Der Kanton bestand aus zwei Gemeinden und einem Teil der Stadt Calais (angegeben ist hier die Gesamteinwohnerzahl, im Kanton lebten etwa 20.500 Einwohner der Stadt):
| Gemeinde     | Einwohner Jahr | Fläche km² | Bevölkerungsdichte | Code INSEE | Postleitzahl |
| ------------ | -------------- | ---------- | ------------------ | ---------- | ------------ |
| Les Attaques | 1.939 (2013)   | 20,81      | 93 Einw./km²       | 62043      | 62730        |
| Calais       | 72.520 (2013)  | –          | – Einw./km²        | 62193      | 62100        |
| Coulogne     | 5.474 (2013)   | 9,16       | 598 Einw./km²      | 62244      | 62137        |